# کای میشالکه
کای میشالکه (انگلیسی: Kai Michalke؛ زادهٔ ۵ آوریل ۱۹۷۶) بازیکن فوتبال اهل آلمان است.
از باشگاه‌هایی که در آن بازی کرده‌است می‌توان به باشگاه فوتبال آلمانیا آخن، باشگاه فوتبال بوخوم، باشگاه فوتبال هرتابرلین، باشگاه فوتبال نورنبرگ، باشگاه فوتبال دویسبورگ، و باشگاه فوتبال هراکس آلملو اشاره کرد.
وی همچنین در تیم‌های ملی فوتبال جوانان آلمان، جوانان آلمان، جوانان آلمان، زیر ۲۱ سال آلمان، و Germany national football B team بازی کرده‌است.